# Ханхатуй
Ханхатуй (бур. Ханхата) — деревня в Куйтунском районе Иркутской области России. Входит в состав Харикского муниципального образования.

## География
Находится примерно в 196 км к западу от районного центра.

## Топонимика
Название Ханхатуй, вероятно, происходит от бурятского ханха — прямой.

## История
Основана в 1850 г. В 1926 году состояла из 47 хозяйств, основное население — русские. В составе Больше-Кашелакского сельсовета Кимильтейского района Тулунского округа Сибирского края.

## Население
| 2002 | 2010 | 2011 | 2012 |
| ---- | ---- | ---- | ---- |
| 30   | ↘10  | →10  | →10  |

По данным Всероссийской переписи, в 2010 году в деревне проживало 10 человек (6 мужчин и 4 женщины).